# Stokstraat (Maastricht)
De Stokstraat is een straat in het centrum van de Nederlandse stad Maastricht. Het is de belangrijkste straat van het Stokstraatkwartier, een van de oudste buurten van Maastricht. Het noordelijk deel van de straat heet tegenwoordig Kleine Stokstraat. De straat is bekend om haar historische uitstraling, de vele rijksmonumenten en luxe winkels. Het Stokstraatkwartier is onderdeel van het voetgangersgebied van Maastricht.

## Geschiedenis

### Etymologie
De herkomst van de straatnaam is onzeker. De straat werd vroeger aangeduid als 'in den Stocke' (Latijn: in trunco). Mogelijk is de naam afgeleid van een boom of boomstam, zoals vermoed wordt van de plaatsnamen Stok en Stokkem, wellicht verwijzend naar een lindeboom in deze omgeving, die dienst deed als gerechtsplaats. Stok kan ook gevangenis betekenen, hoewel de Latijnse aanduiding die betekenis niet heeft. Anderzijds was op de nabije Kersenmarkt, die in de middeleeuwen veel groter was, tot 1350 het stedelijk centrum van bestuur en rechtspraak gevestigd. Mogelijk lag in de Stokstraat een 'stock', de toen gebruikelijke benaming voor een gevangenis. Verder is een stok een offerblok, dat zich wellicht in deze straat bevond. De officiële vaststelling van de naam vond pas plaats in 1961.

### Ontstaan en bloeitijd
De Stokstraat is niet, zoals soms wordt aangenomen, de oudste straat van Maastricht. Die eer is voorbehouden aan de Plankstraat en de Eksterstraat, de verbindingsstraten tussen de oost- en westpoort van het rond 333 gebouwde Romeinse castellum. Hoewel het grootste deel van de Stokstraat wel binnen het castrum lag, hebben archeologische opgravingen aangetoond dat verschillende bouwwerken uit de midden- en laat-Romeinse periode dwars over de huidige straat gebouwd waren. In 1840 werd door stadsarchitect Mathieu Hermans onder een kelder van het pand Stokstraat 24 een Romeinse badinrichting gevonden. Deze bleek zich later voort te zetten onder het huidige plein Op de Thermen en maakte deel uit van de in 1964 geheel blootgelegde thermen uit de 2e en 3e eeuw. Van 1955 tot 1965 werden in de Stokstraat en omgeving diverse opgravingen verricht, die veel informatie over de geschiedenis van het gebied opleverden.

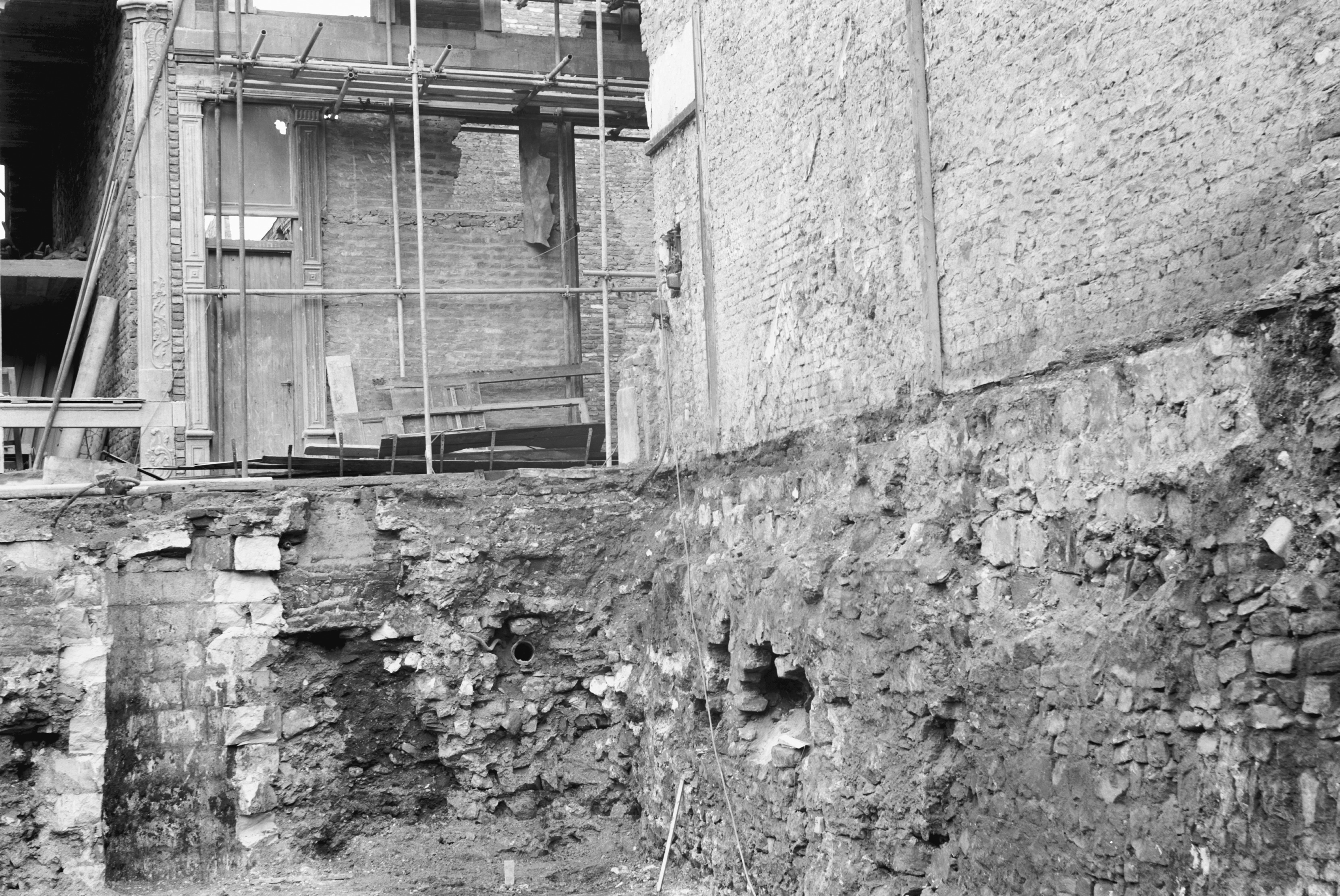
Middeleeuwse funderingen

Waarschijnlijk werd al in een vroeg stadium in het castrum een kerk gebouwd, wellicht op de plek van een deels opgegraven Romeins heiligdom. Over deze eventuele voorloper(s) van de huidige Onze-Lieve-Vrouwekerk is echter niets bekend. Het oostkoor van de kerk dateert uit het derde kwart van de 12e eeuw, maar raakte in de loop der eeuwen sterk vervallen. Van 1886 tot 1916 vonden ingrijpende restauraties plaats onder leiding van de Roermondse architect P.J.H. Cuypers. Daarbij werden delen van de apsis wegens bouwvalligheid vrijwel vanaf de fundering opnieuw opgebouwd. De vervallen Barbaratoren en de geheel verdwenen noordelijke koortoren werden door Cuypers grotendeels gereconstrueerd. Daarna konden de steunbogen die over de Stokstraat reikten worden afgebroken.
In de middeleeuwen was de Stokstraat een levendige straat waar veel handelaren woonden. Tegelijkertijd had de straat een dubieuze reputatie vanwege het grote aantal 'badstoven' (badhuizen die als bordeel fungeerden). Het eerste deel van de Stokstraat, tegenwoordig Kleine Stokstraat, heette in de 14e eeuw Bakkersstraat (Latijn: vicus pistorum) of Broodstraat (Latijn: platea panis). In de 17e en 18e eeuw maakte de straat een bloeiperiode door en werden er diverse grote herenhuizen gebouwd met aan de binnenhoven huisjes voor de bedienden, bedrijfsgebouwen of stallen voor het vee.

### Verpaupering en renovatie

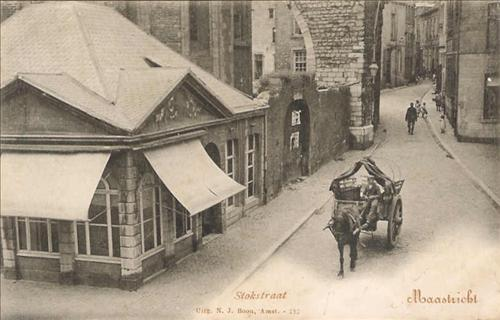
De zuidelijke Stokstraat omstreeks 1900 (met steunbogen OLV-kerk)

In de 19e eeuw trokken ten tijde van de industriële revolutie veel bewoners van het platteland naar de stad in de hoop er werk te vinden in de nieuwe industrieën. De binnensteden van grote steden raakten daardoor overbevolkt. Ook in Maastricht, waar de industrialisatie al vroeg op gang was gekomen, was dat het geval. Aan het eind van de 19e eeuw trok de gegoede Maastrichtse burgerij weg uit de overvolle binnenstad naar ruim opgezette wijken, zoals het Villapark en de op de gesloopte vestingwerken aangelegde singels. In de Stokstraat en omliggende straten werden veel panden opgekocht door huisjesmelkers, die de 1- of 2-kamerwoningen verhuurden aan gezinnen met soms meer dan tien personen. Doordat de huiseigenaren vaak geen onderhoud pleegden, verpauperde de buurt zienderogen. Gaandeweg kwamen er steeds meer cafés en logementen. Tot ca. 1950 was het Stokstraatkwartier een buurt van voornamelijk arme mensen, met veel prostitutie, drankmisbruik en sociale problemen. De gegoede burgerij liep er met een grote boog omheen.
De binnensteedse verpaupering was in Nederland en Europa niet uniek; hetzelfde fenomeen deed zich voor in veel andere industriesteden. In Maastricht greep de lokale overheid echter pas relatief laat in. Hoewel in 1901 de Woningwet was ingevoerd en de lokale overheden daarmee een taak bij de sociale woningbouw kregen toebedeeld, zou de grootschalige aanpak van het arbeidershuisvestingsprobleem in Maastricht nog bijna 50 jaar op zich laten wachten. Pas in 1949, enigszins vertraagd door de Tweede Wereldoorlog, kregen de saneringsplannen voor de binnenstad gestalte. Deze eerste plannen waren gericht op het Stokstraatkwartier, waar de misstanden het schrijnendst waren. Van 1950 tot 1973 werd het Stokstraatkwartier - waaronder de Stokstraat - grondig gesaneerd en gerenoveerd. Door het verval waren de eens voorname panden vrijwel onherkenbaar geworden. Vrijwel alle panden in de straat werden opgeknapt, waarbij sommige in slechte staat verkerende panden eerst gesloopt en daarna heropgebouwd werden. In een enkel geval kreeg een gevel die elders in de stad was afgebroken een plek in de Stokstraat.
De renovatie van het Stokstraatkwartier was voor de tijd waarin het plan werd ontwikkeld bijzonder. In de jaren vijftig werden oude buurten zelden tot nooit gerestaureerd. Doorgaans werden ze met de grond gelijk gemaakt waarna er volgens een rationele aanpak nieuwbouwstraten met moderne flatwoningen verrezen. De gesaneerde buurten moesten licht, lucht en ruimte hebben. In het Stokstraatkwartier werd gepoogd het aanzicht aan de straatzijde zo veel mogelijk te behouden. De vele bouwsels in de achtertuinen en op binnenplaatsen werden gesloopt, zodat er toch meer licht, lucht en ruimte kwam.
De oorspronkelijke bewoners van het Stokstraatkwartier werden gedwongen te verhuizen, onder andere naar de woonschool De Ravelijn en de wijk Wittevrouwenveld, waar maatschappelijke instanties pogingen deden de als 'onmaatschappelijk' bestempelde bewoners te heropvoeden. Na de sanering van de Stokstraat mochten de voormalige bewoners niet terugkeren, omdat de buurt een onderdeel moest worden van 'de city'. Volgens oud-bewoners is met de renovatie de ziel uit de Stokstraat verdwenen. Het gehele proces van  verkrotting, verpaupering, de gedwongen verhuizing, de heropvoeding en de renovatie is uitgebreid vastgelegd in het in 2022 verschenen boek 'Crapuul. Kroniek van een krottenwijk' van Frank Bokern. In deze kroniek doet ook de laatste generatie bewoners van de armoedige buurt zijn verhaal. Het boek heeft veel losgemaakt in Maastricht maar ook in andere steden met een geschiedenis van krottenwijken en is inmiddels toe aan de zevende druk.
Het Stokstraatkwartier is nu een winkel- en woonbuurt met allure. Als vernieuwde winkelstraat was de Stokstraat niet meteen succesvol. Na de opening in 1973 waren er weliswaar relatief veel winkels, die zich richtten op het hogere marktsegment, maar een aantal daarvan verdween alweer snel bij gebrek aan klanten. Pas toen het economisch beter ging, met name in de jaren negentig, konden de chique winkels voldoende omzet behalen. Thans geldt de straat als een van de meest exclusieve winkelstraten van Nederland. In recente jaren is het luxe winkelgebied uitgebreid naar de zijstraten van de Stokstraat en de Bredestraat.
De transformatie van de Stokstraat in beeld

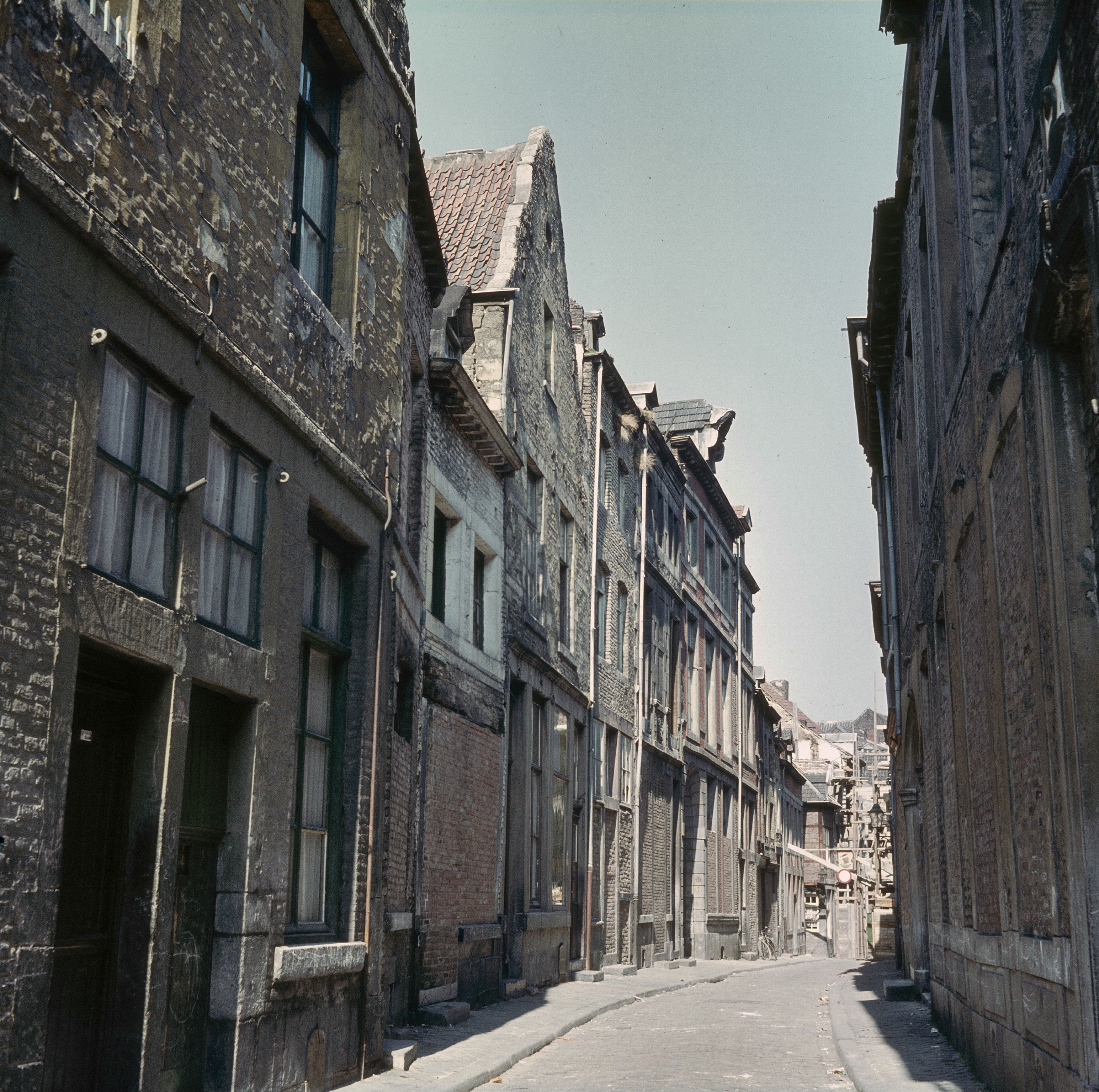
Vóór de renovatie, ca. 1950
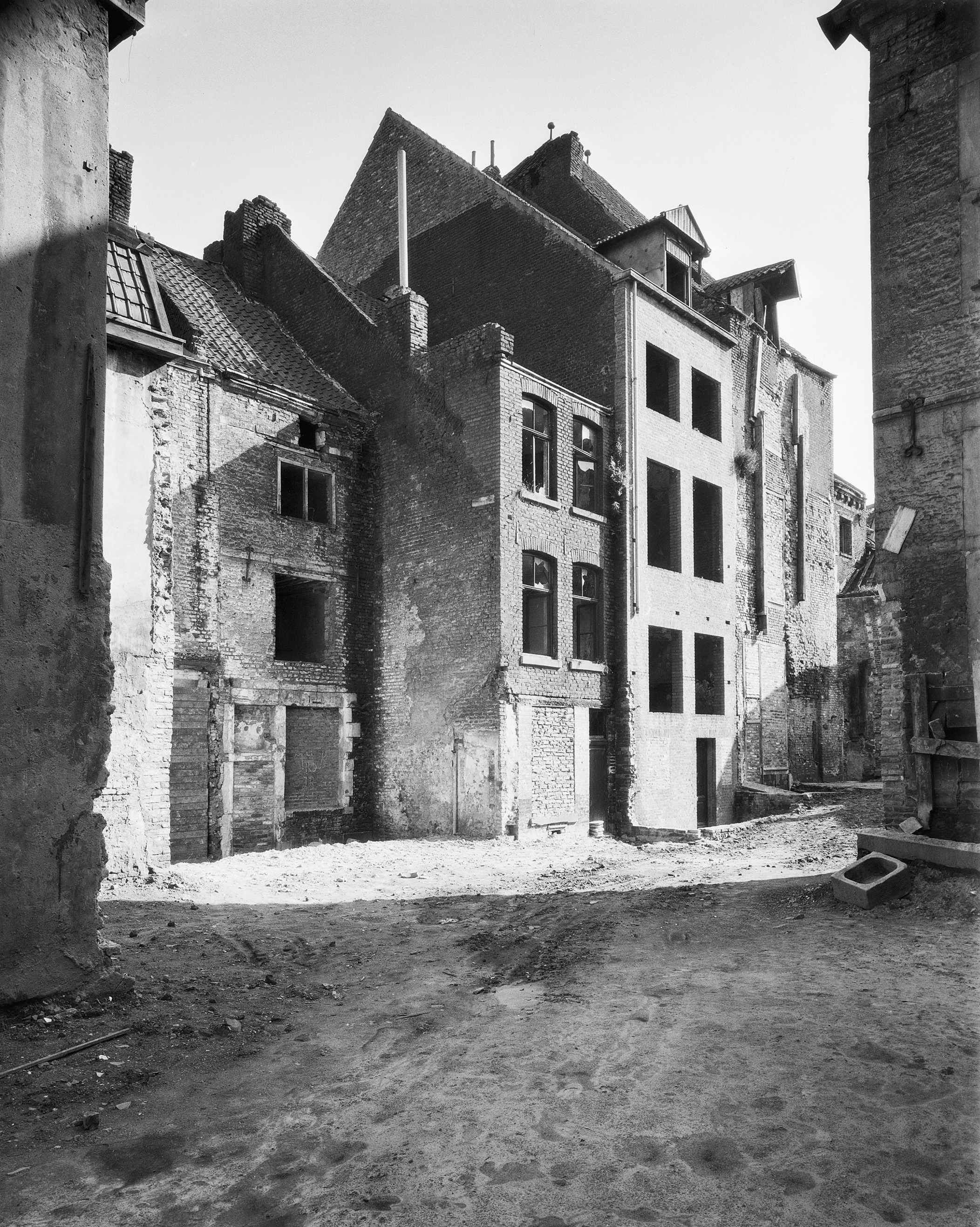
De restauratie in volle gang, 1960
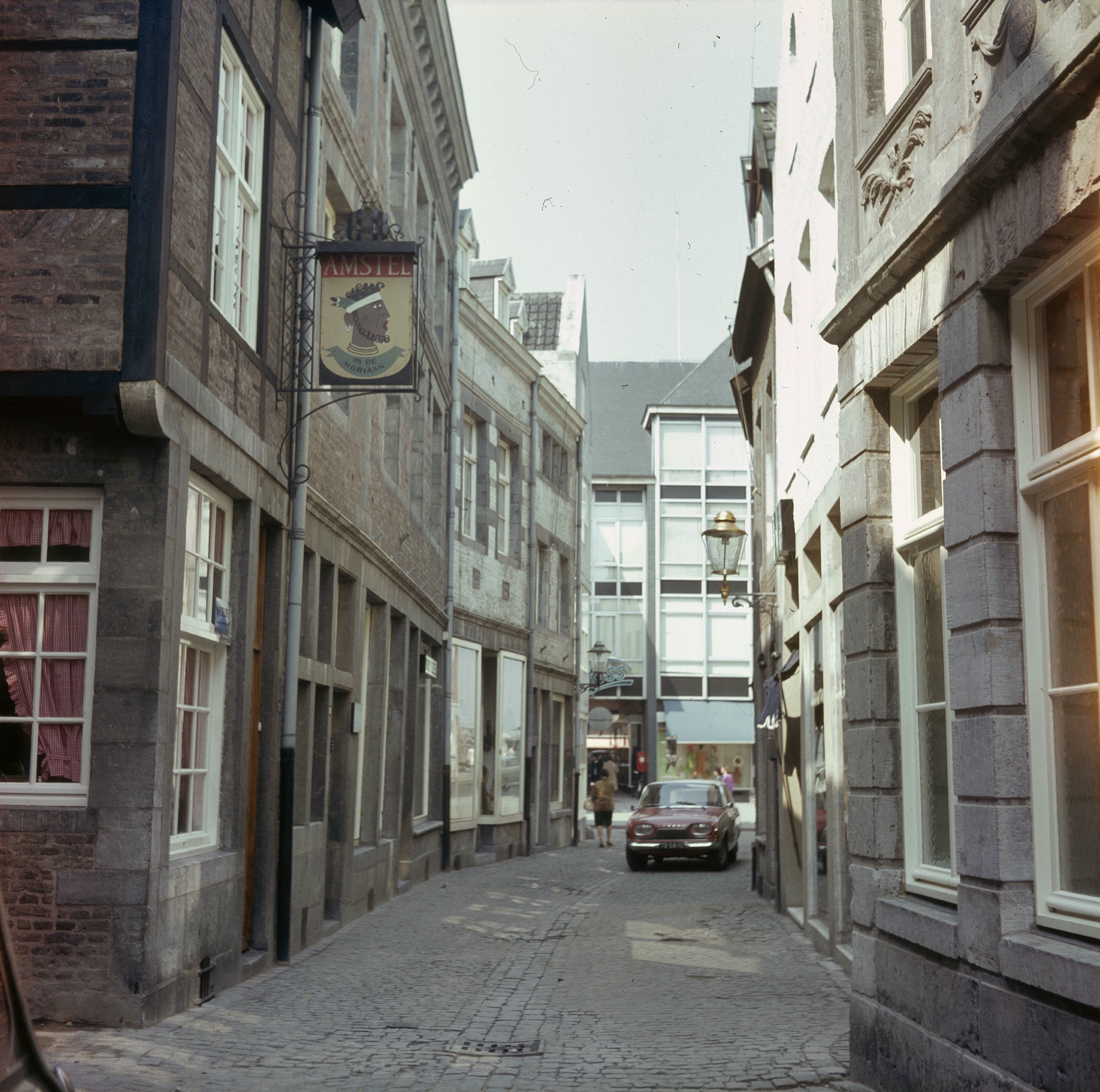
Na de restauratie, ca. 1970
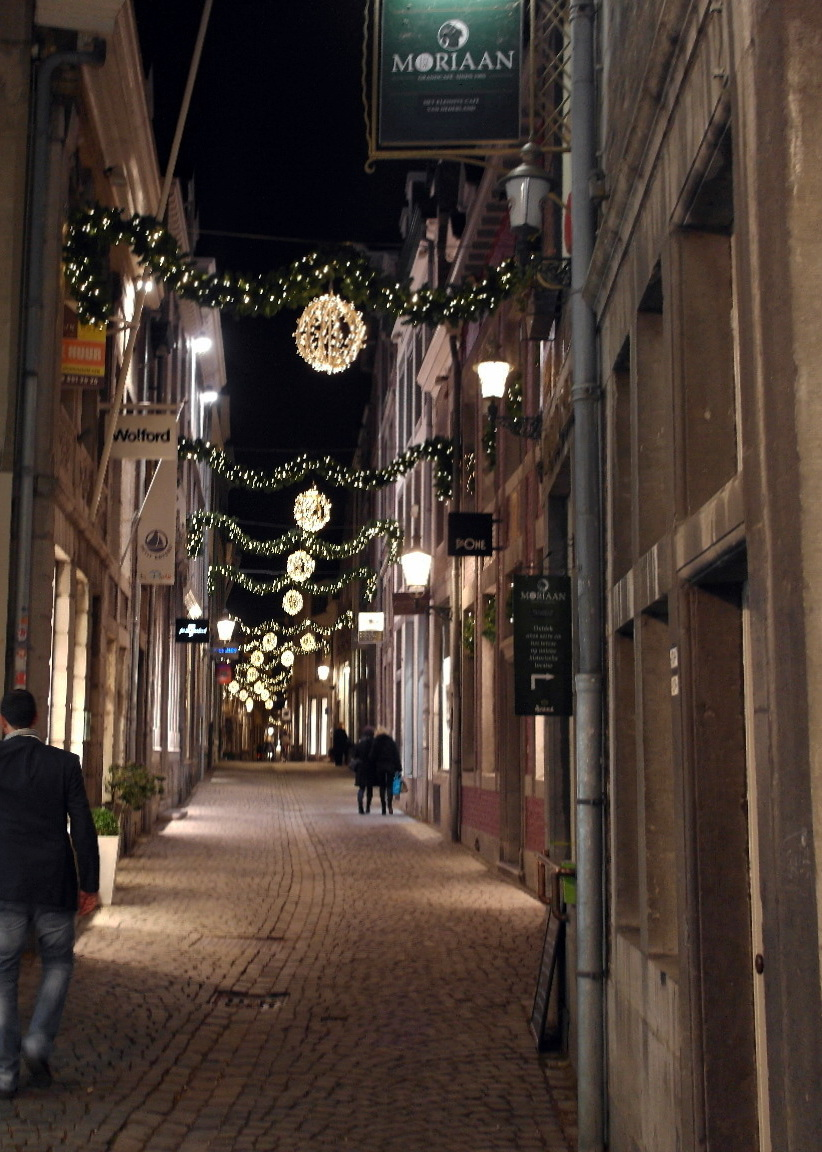
Luxe winkelstraat in kerstsfeer, 2014

## Architectuur, bezienswaardigheden

### Monumentale huizen
Aan de Stokstraat bevinden zich 45 rijksmonumenten, waarvan de meeste 17e- of 18e-eeuwse huizen zijn, gebouwd in de lokaal populaire stijl van de Maaslandse renaissance. Vanaf de 18e eeuw werd er meer naar Frankrijk gekeken en verrezen er gevels in Lodewijk XV- of Lodewijk XVI-stijl, waarbij soms de middeleeuwse kern van het huis gehandhaafd bleef.

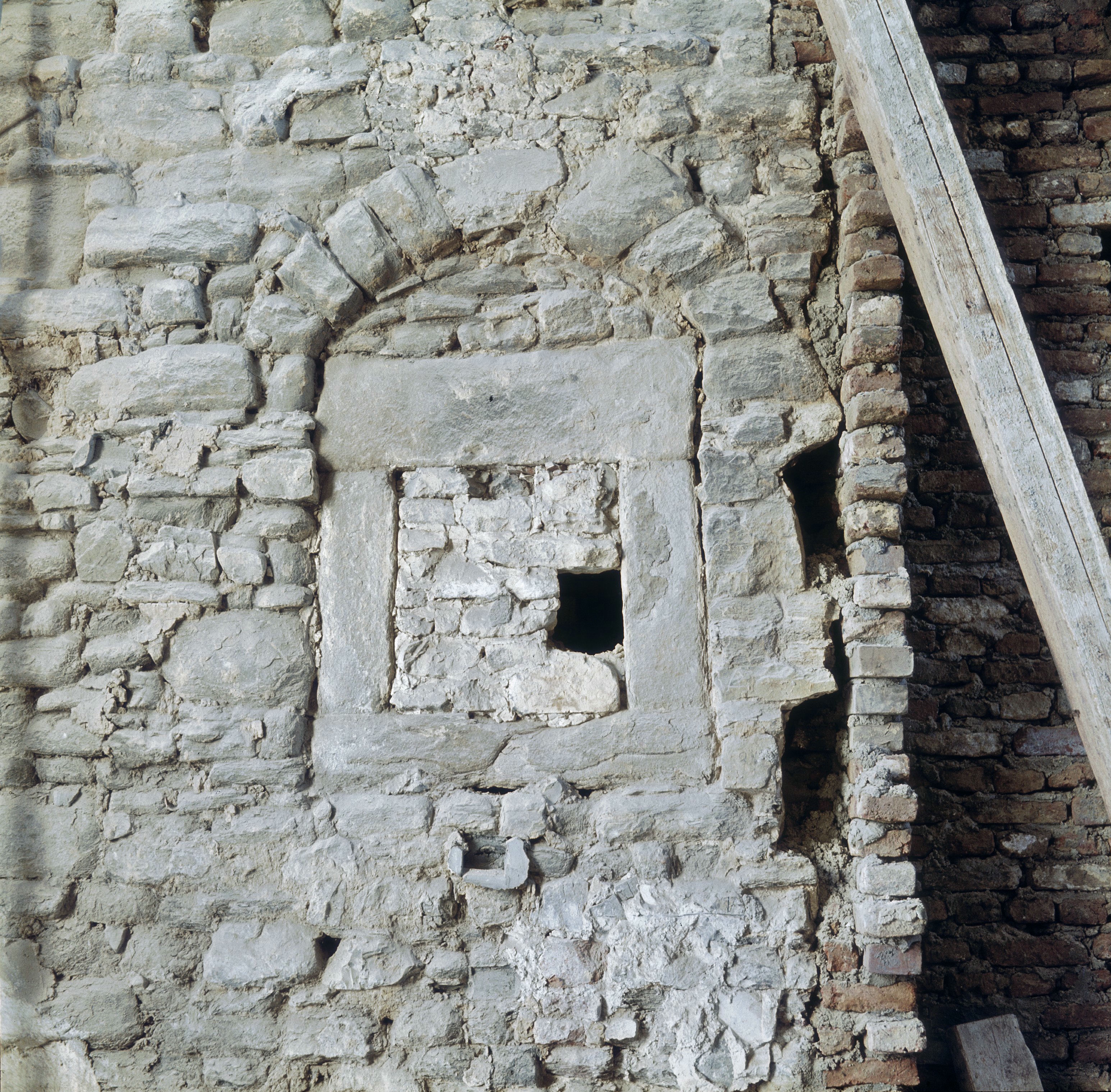
Refugie van Sint-Gerlach: 13e-eeuws muurfragment

Een pand met een zeer oude kern is Stokstraat 55, de zogenaamde Refugie van Sint-Gerlach, een 13e-eeuws refugiehuis van het klooster van Sint-Gerlach (later verplaatst naar de Brusselsestraat). De voor- en achtergevel van het pand zijn 18e-eeuws, maar in de zijgevel bevinden zich restanten van de middeleeuwse woontoren. Het pand Stokstraat 43 heeft nog een inrijpoort uit de 15e eeuw.

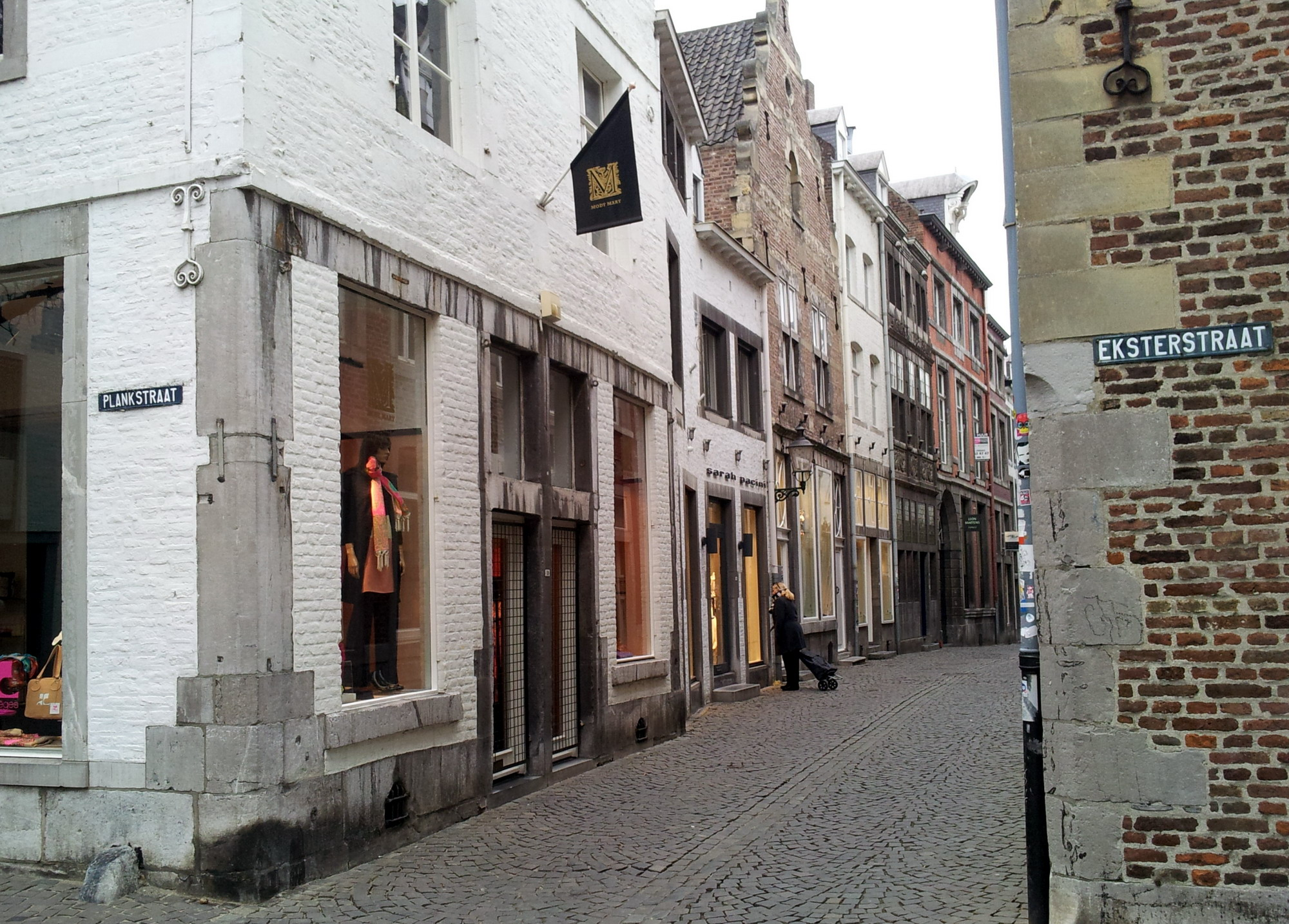
Monumentale panden

Het huis In den Steenen Berg (Stokstraat 26-28) werd in 1669 gebouwd door de steenhouwer Stephanus Matto, wiens familie diverse huizen bezat in de straat. De voorgevel is geheel in hardsteen uitgevoerd in de stijl van de Maaslandse renaissance met gebeeldhouwde velden tussen de verdiepingen. Een deel hiervan, evenals de begane grond met kruisvensters is in de jaren 1965-69 teruggerestaureerd. Even verderop werd Stokstraat 32 in 1665 eveneens gebouwd in de stijl van de Maaslandse renaissance. Het pand heeft een fraaie krulgevel, waarvan de restauratie in 1966-68 evenmin volgens de opmetingen van de Rijksdienst voor de Monumentenzorg is uitgevoerd. Deze vrijzinnige interpretaties bij de restauratie van historische panden in het Stokstraatkwartier waren geen uitzonderingen.
Sommige 18e-eeuwse gevels zijn nog vrij traditioneel, zoals de voormalige herberg De Rode Poort (nr. 14) en het voormalige brouwerijhuis De Gulden Leeuw (nr. 53). Het huis De Sampson (nr. 24) was sinds 1710 eigendom van de stadstimmerman Bernard Cornelissen, die het pand vernieuwde. Het is een goed bewaard voorbeeld van een vroeg-18e-eeuws handelshuis, met een grote toegangspoort, een dakkapel met hijsinstallatie en op het achtererf een rosmolen. Later in de eeuw werden hier en daar traditionele gevels vervangen door gevels in Lodewijk XVI-stijl, zoals bij het pand Stokstraat 11, dat in 1790 door de beeldhouwer Reijnier Delcommune werd gerenoveerd. Het pand heeft een gevelsteen met de tekst Nous desiron la payx - 1790, waarschijnlijk refererend aan de Luikse Revolutie, die in de naburige stad voor veel beroering zorgde.
De Lodewijk XV- of rococopui van Stokstraat 17 is afkomstig van een pand in de Grote Staat, dat in 1930 moest wijken voor de nieuwbouw van Vroom & Dreesmann. De pui werd door de gemeente opgeslagen en in 1965 hier herplaatst.

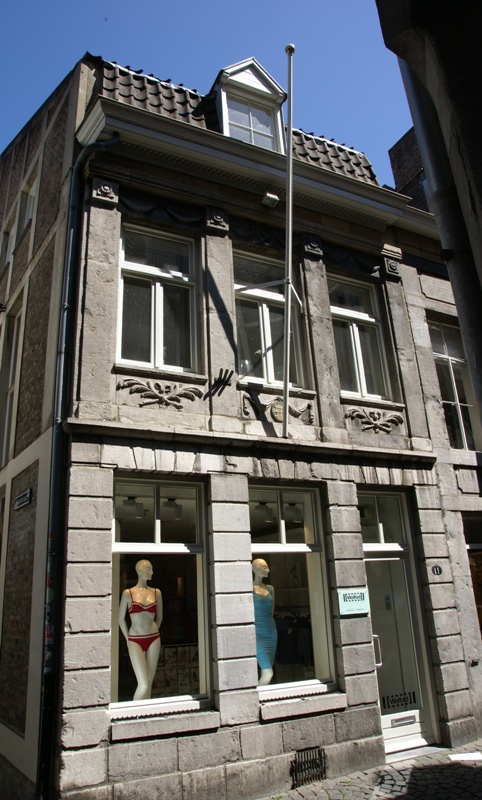
Stokstraat 11
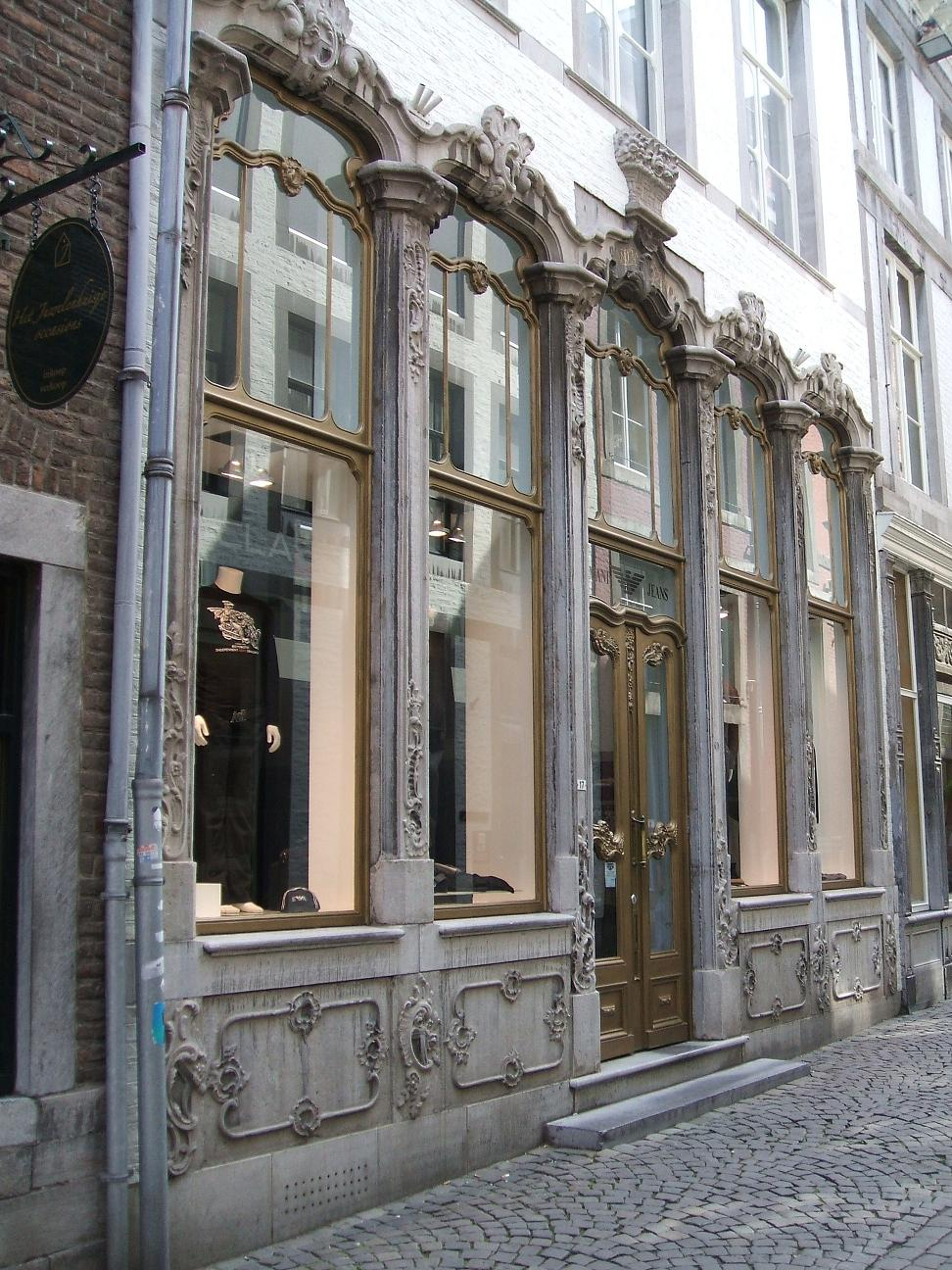
Stokstraat 17
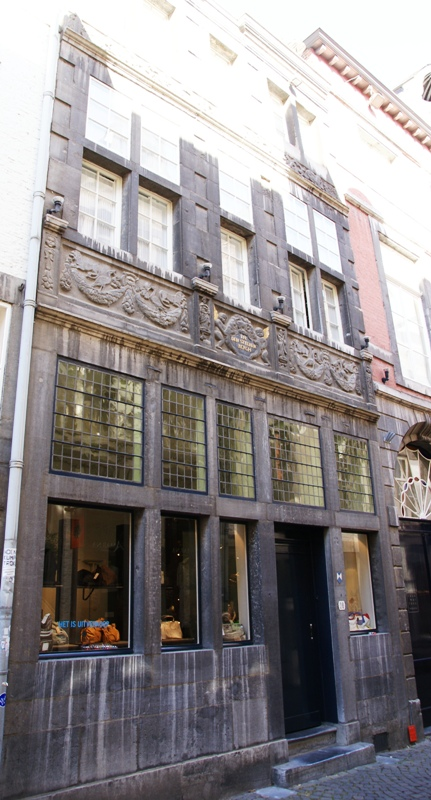
Stokstraat 26
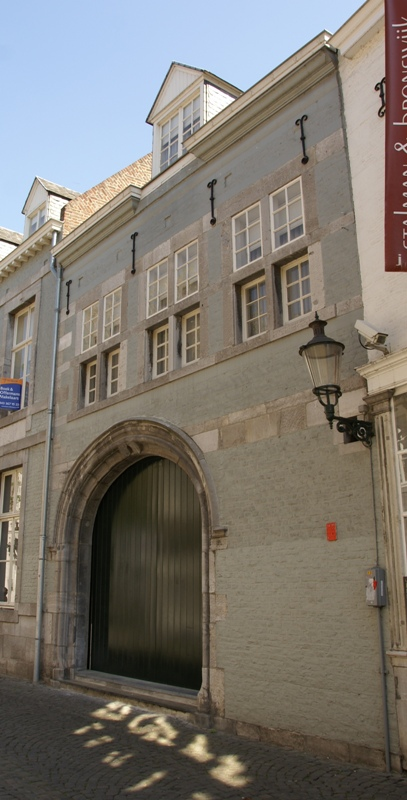
Stokstraat 43

### Overige gebouwen
Het belangrijkste monument in de Stokstraat is de Basiliek van Onze Lieve Vrouw, waarvan de ingang zich aan het Onze Lieve Vrouweplein bevindt. Het oostkoor van de kerk ligt aan de Stokstraat, evenals het parochiehuis. De koorpartij is in de 12e eeuw gebouwd van kolenzandsteen in romaanse stijl en is rijk versierd met beeldhouwwerk. De apsis wordt geflankeerd door twee door Cuypers sterk gerestaureerde koortorens met een rombisch dak en een massief stenen spits. Een smeedijzeren hek scheidt het kerkerf van de straat.
Het militaire wachthuis op de hoek van de Stokstraat en de Graanmarkt hoorde oorspronkelijk bij de Onze-Lieve-Vrouwepoort, een van de verdwenen stadspoorten van Maastricht. Het wachthuis werd in 1786 door Mathias Soiron ontworpen in neoclassicistische stijl. De Stokstraatgevel van Naamse steen was oorspronkelijk symmetrisch opgebouwd met in het midden een terugliggend portiek, dat bekroond wordt met een fronton, gedragen door drie rondbogen. In het tweede kwart van de 19e eeuw is het gebouw ingrijpend verbouwd, waarbij de gevel aan de Stokstraat werd ingekort met twee traveeën en de gevel aan de Graanmarkt dezelfde vormen kreeg.
Sommige panden in de Stokstraat lijken ouder dan ze zijn, doordat ze bij de renovatie van het Stokstraatkwartier in de jaren 50 en 60 in historiserende trant werden vernieuwd. Dat geldt ook voor de winkelpassage aan de Maastrichter Smedenstraat (hoek Kleine Stokstraat). Komende vanaf de Maastrichter Brugstraat wordt het begin van de Kleine Stokstraat gemarkeerd door een modern winkel- en kantoorpand van Gerard Snelder uit 1962. Het pand heeft glazen vliesgevels en aluminium kozijnen. In 1992 heeft de architect Mathieu Bruls het gebouw op respectvolle wijze vernieuwd en er een bijzondere ingangspartij aan toegevoegd.

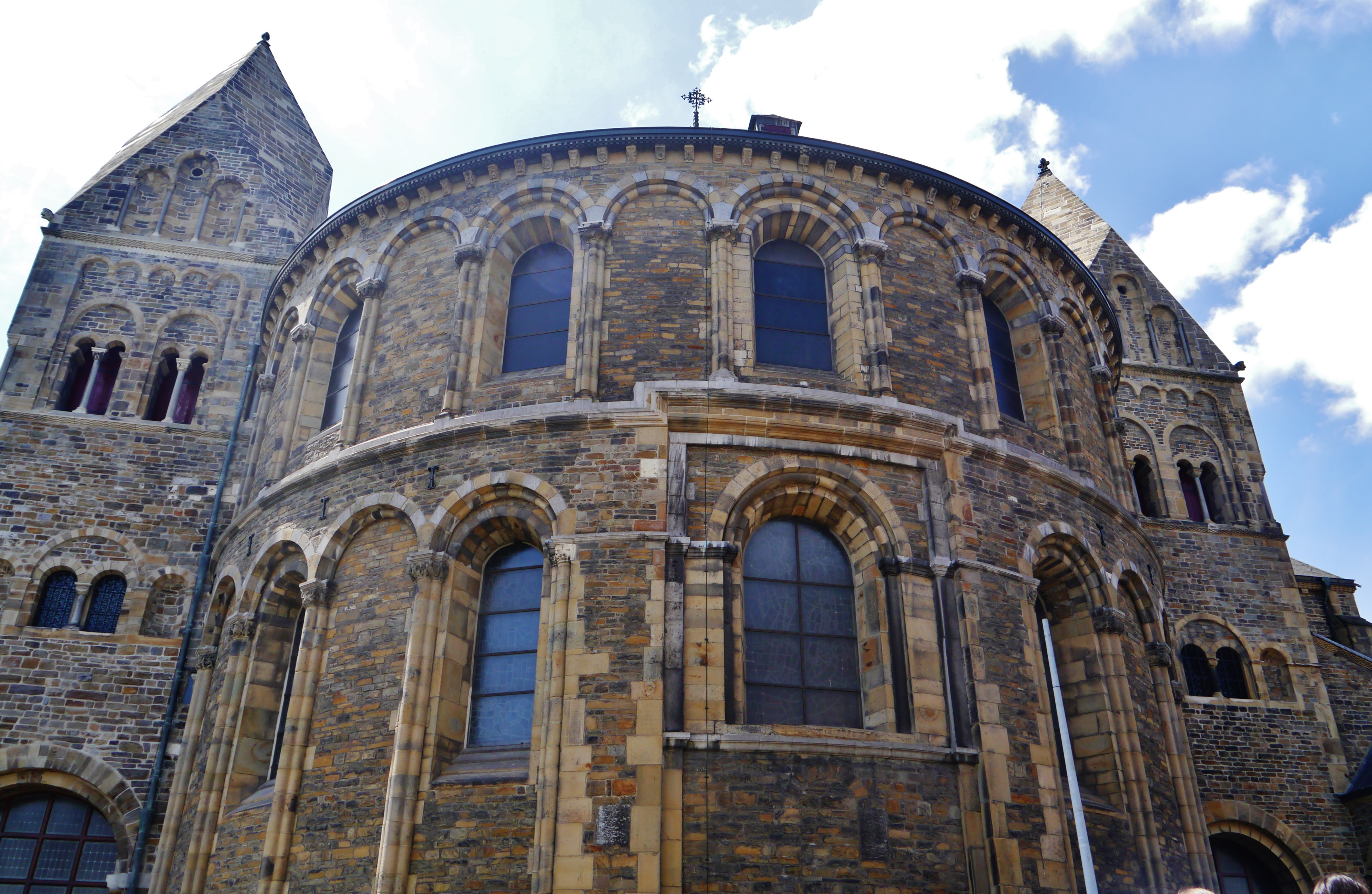
Apsis en koortorens Onze-Lieve-Vrouwebasiliek
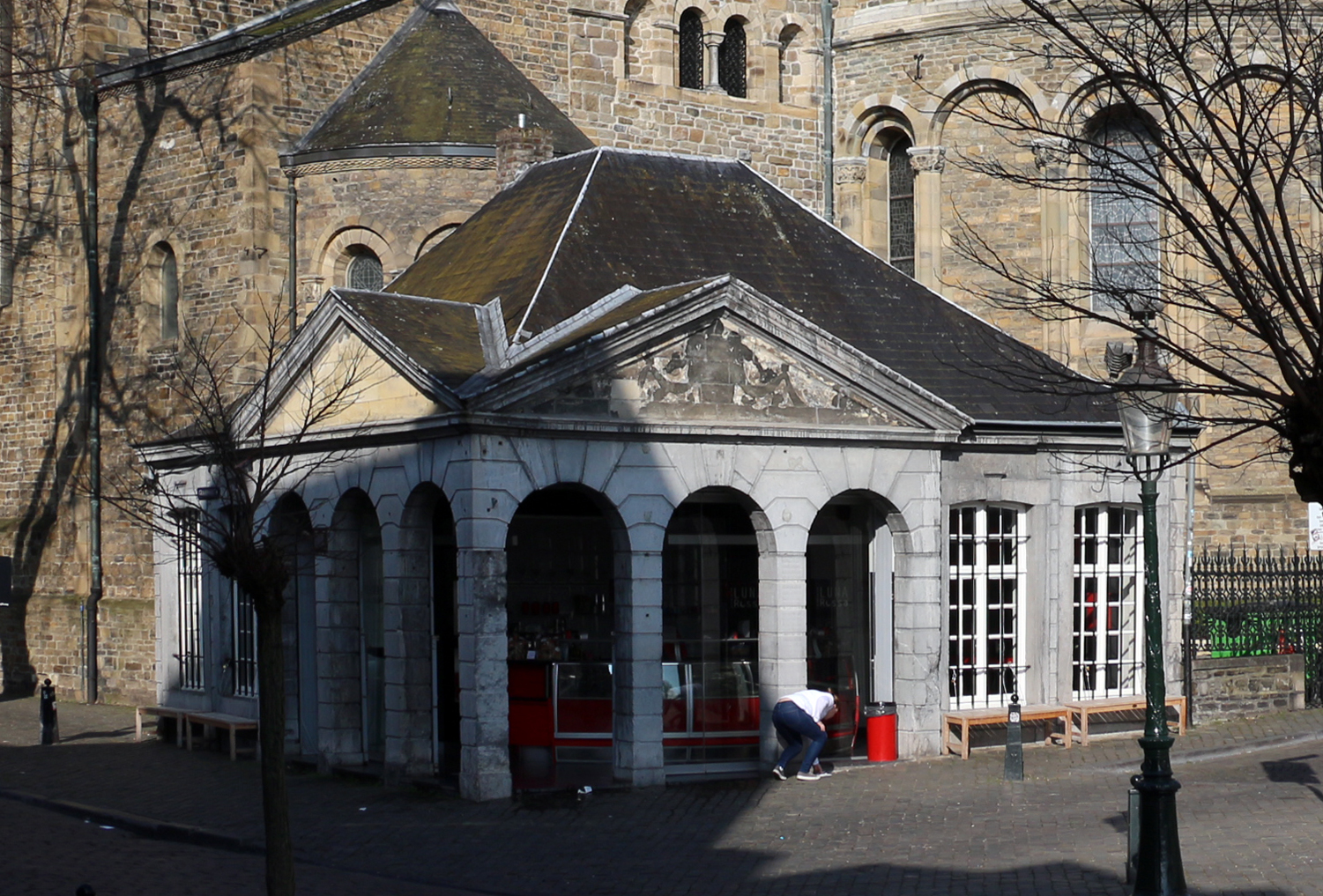
Wachthuis op de hoek van de Graanmarkt
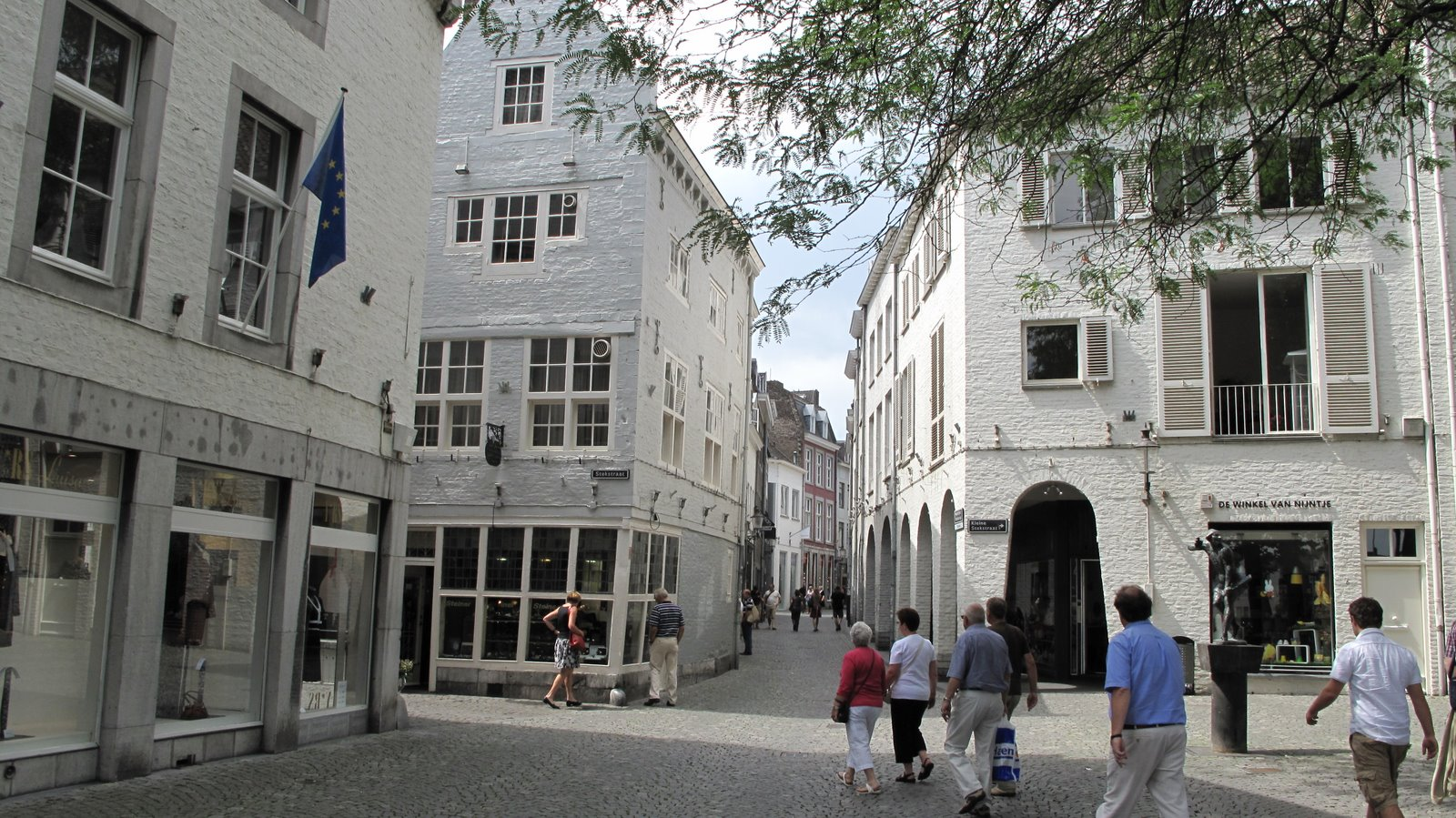
Pasage Kleine Stokstraat / Maastrichter Smedenstraat
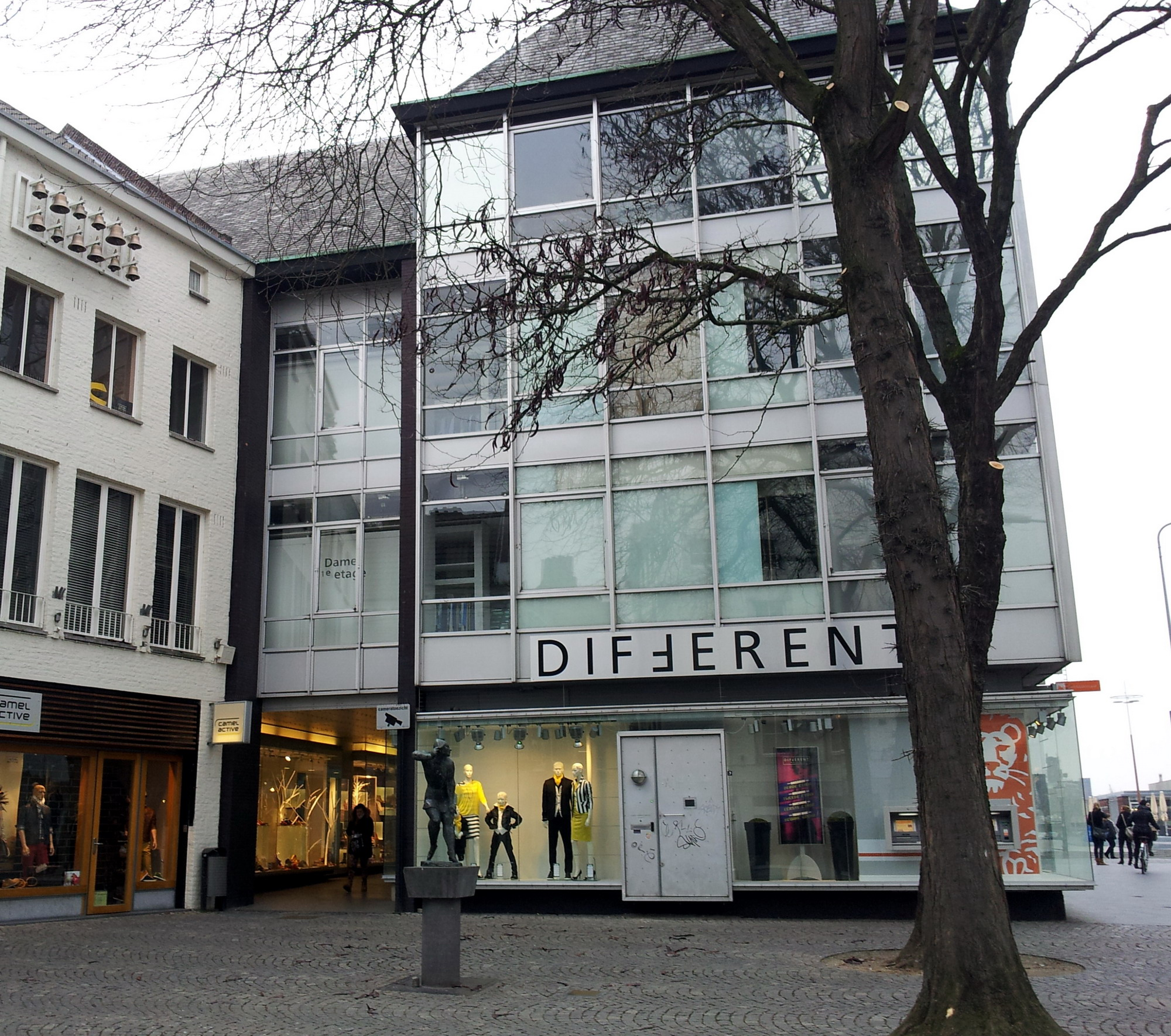
Modern kantoor-/winkelpand Kleine Stokstraat

### Gevelstenen, beelden en monumenten
De romaanse bouwsculptuur in het interieur van de Onze-Lieve-Vrouwebasiliek geniet grote faam, maar ook aan het exterieur zijn gebeeldhouwde kapitelen te bewonderen, die echter veel te lijden hebben gehad van weer en wind. Diverse kapitelen zijn rond 1900 vervangen tijdens de Cuypers-restauratie.
In de Stokstraat bevindt zich een tiental historische gevelstenen, meest uit de 18e eeuw. Fraaie exemplaren zijn onder andere te zien op de nrs. 11, 28, 37, 46 en 57.
Het beeld Mestreechter Geis ("Maastrichter Geest") van Mari Andriessen uit 1962 op de hoek van de Stokstraat en Het Bat was een gift ter gelegenheid van het 25-jarig ambtsjubileum van burgemeester Michiels van Kessenich. Van het beeld wordt gezegd dat het is gebaseerd op een personage in Lou Maas' volksoperette Drei Mestreechtenere noa de maon ("Drie Maastrichtenaren naar de maan"), maar stelt in werkelijkheid een harlekijn voor. In de loop der tijd heeft het beeld voor veel Maastrichtenaren een emotionele betekenis gekregen, met name tijdens het Maastrichts carnaval. Aan de andere kant van de straat, op een muur bij de hoek met de Graanmarkt, staat het beeld Batteraof Pieke en ziene hoond Maoke, ook wel Pieke oet de Stokstraot genoemd. Het bronzen beeld van een zittende jongen en een hond van Nicolas van Ronkenstein uit 1996 is gebaseerd op een personage uit een serie romans over het leven in de Stokstraat van de Maastrichtse schrijver Bèr Hollewijn.
Sinds 2012 worden in diverse Maastrichtse straten Stolpersteine of struikelsteentjes geplaatst, als blijvende herinnering aan joodse medeburgers die in de Tweede Wereldoorlog in vernietigingskampen of anderszins zijn omgebracht. Zo ook in de (Kleine) Stokstraat, waar onder anderen de families Wajnkowski en Os-André woonden.

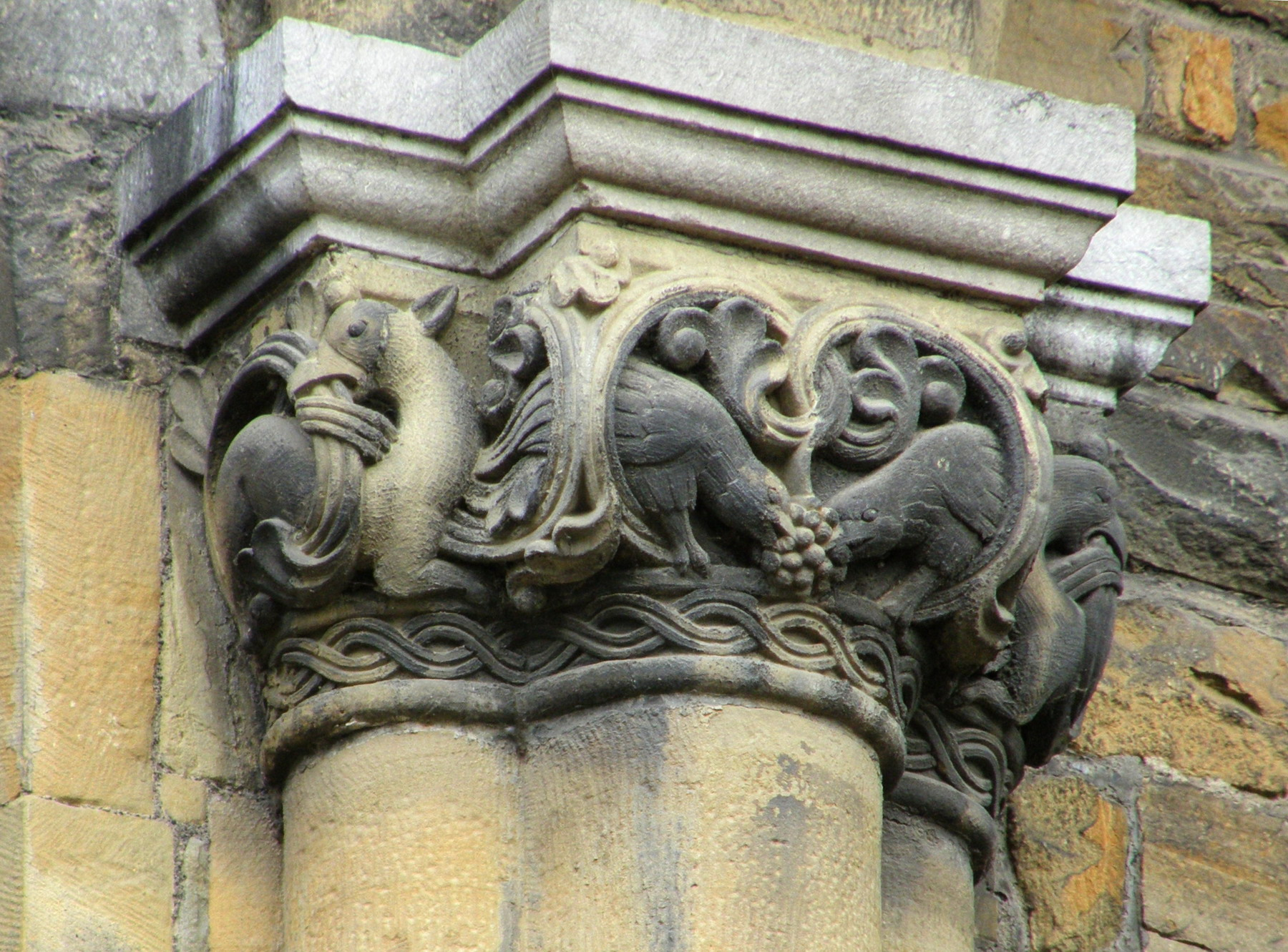
Kapiteel apsis OLV-kerk
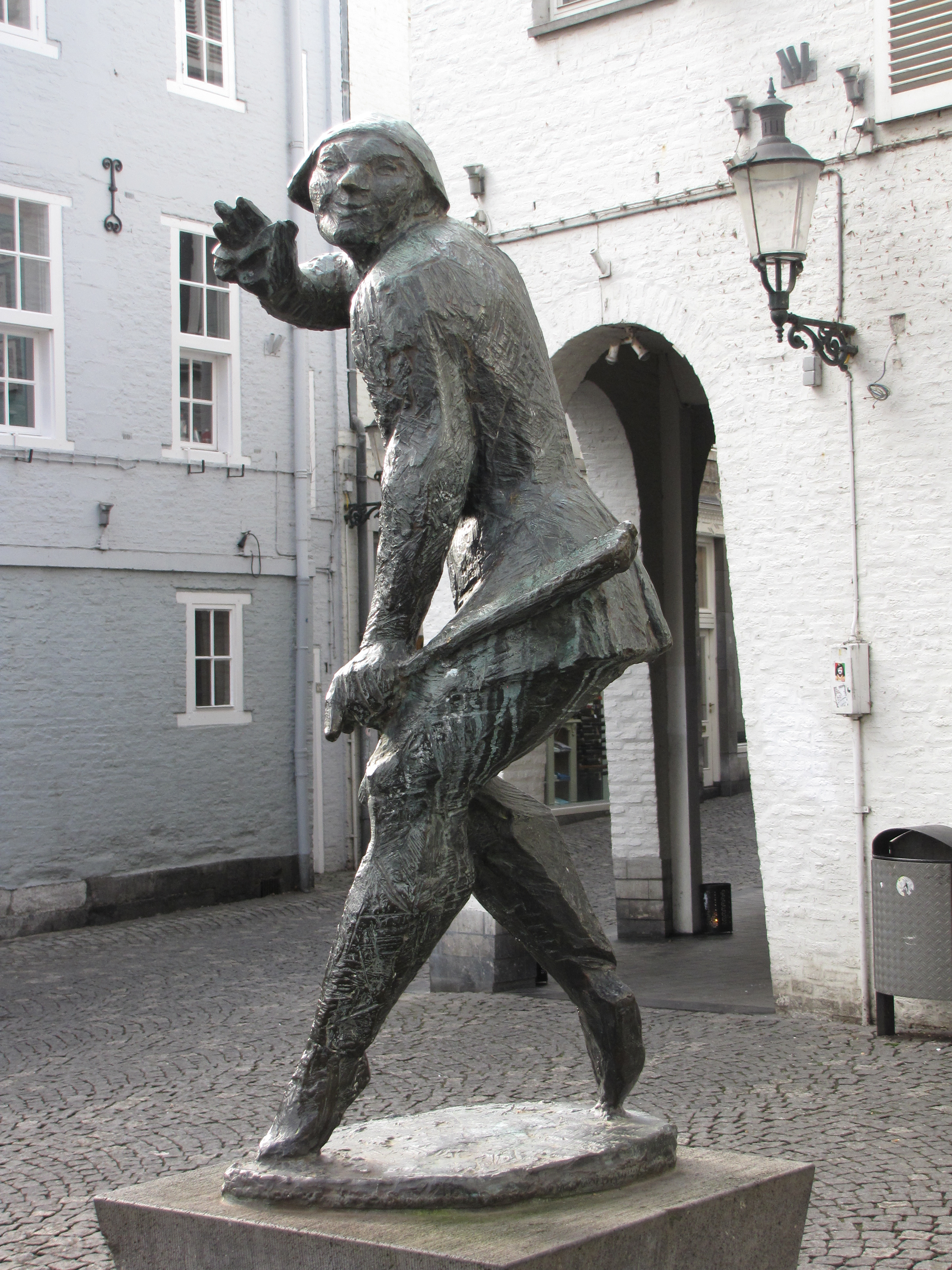
Mestreechter Geis
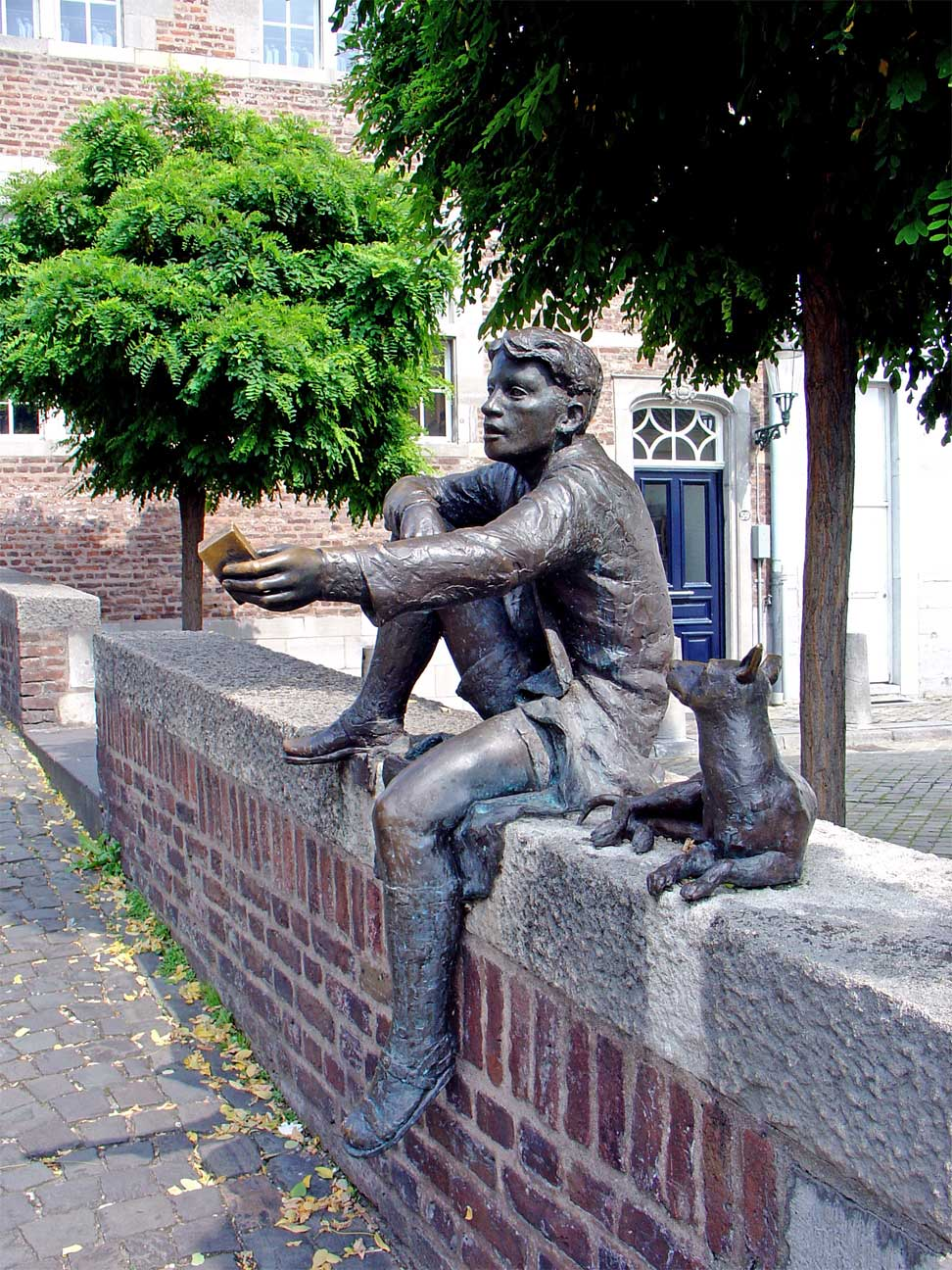
Pieke oet de Stokstraot
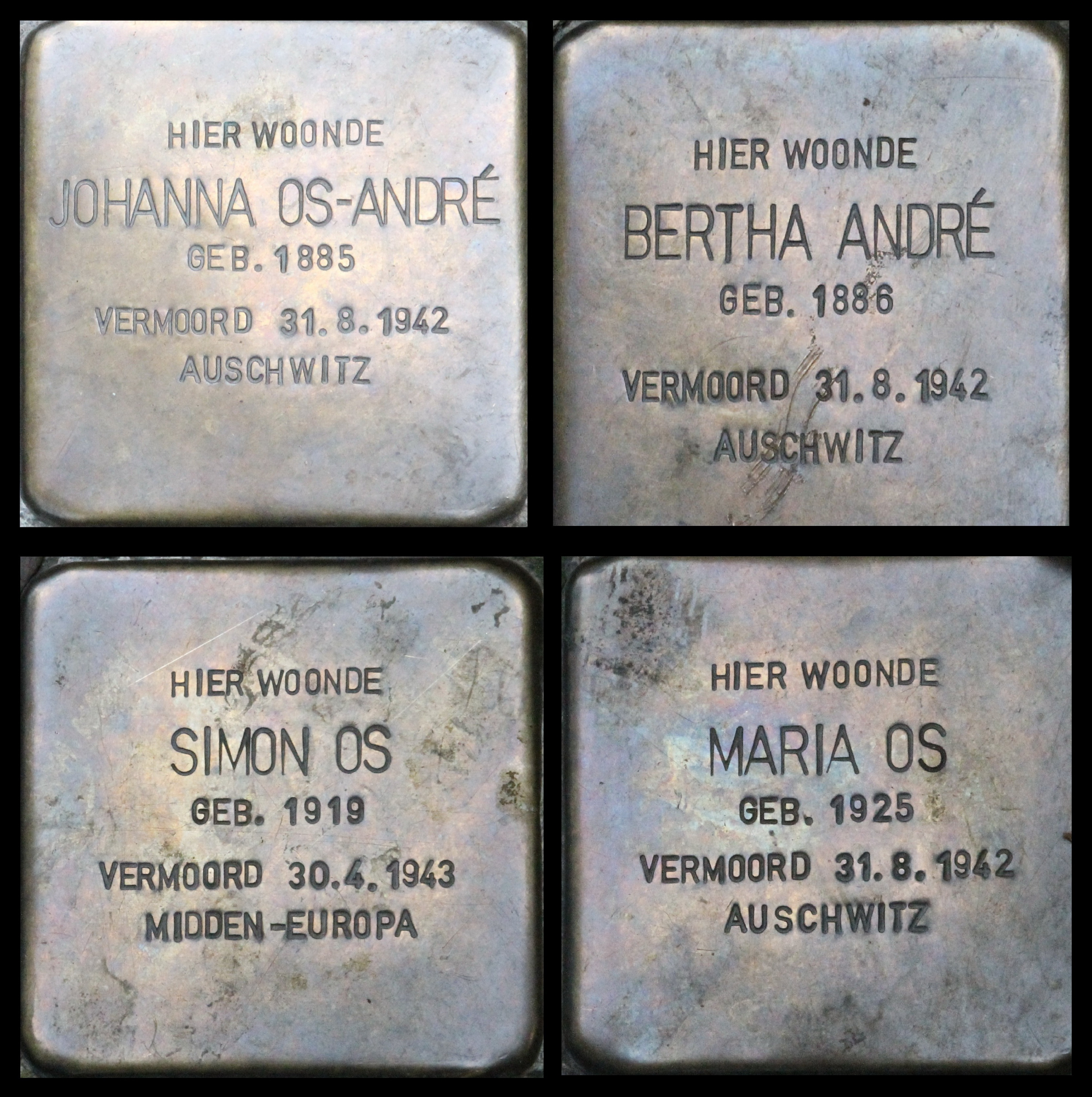
Struikelsteentjes Os-André

## Trivia
- De orgelbouwers Pereboom & Leijser waren in de 19e eeuw gevestigd op nummer 3052 (thans Stokstraat 57). De orgels van onder andere de Sint-Martinuskerk in Maastricht, de Sint-Laurentiuskerk in Voerendaal en de Mariakerk in Apeldoorn zijn hier gebouwd.
- Een bekende figuur in de Stokstraat ten tijde van de renovatie was de franciscaner pater Castorius (1912-1989). Van 1941 tot 1969 gaf hij leiding aan het buurthuiswerk van de Onze-Lieve-Vrouweparochie en begeleidde in die functie veel bewoners bij hun (gedwongen) vertrek uit de buurt. Sinds 2012 bevindt zich in de Plankstraat een plaquette ter herinnering aan zijn inspanningen.[15]
- Op de hoek van de Stokstraat en de Morenstraat ligt het café In de Moriaan, dat zich met een oppervlakte van 23 vierkante meter presenteert als het kleinste café van Nederland. Het meer dan 100 jaar oude café heeft een roemruchte geschiedenis, vooral ten tijde van uitbaatster 'Lang Lies'.[16]